# His Brother
His Brother est un film muet américain réalisé par Francis Ford et sorti en 1913.

## Fiche technique
- Réalisation : Francis Ford
- Scénario : Grace Cunard
- Durée : 20 minutes
- Date de sortie : États-Unis : 4 mars 1913

## Distribution
- Francis Ford
- Grace Cunard
- William Clifford
- Ray Myers : William